# مک‌گرو (نبراسکا)
مک‌گرو(به انگلیسی: McGrew) شهری در ایالت نبراسکا کشور ایالات متحده آمریکا است که جمعیت آن در سرشماری سال ۲۰۱۰ میلادی، ۱۰۵ نفر بوده‌است.